# Volkshilfe Niederösterreich

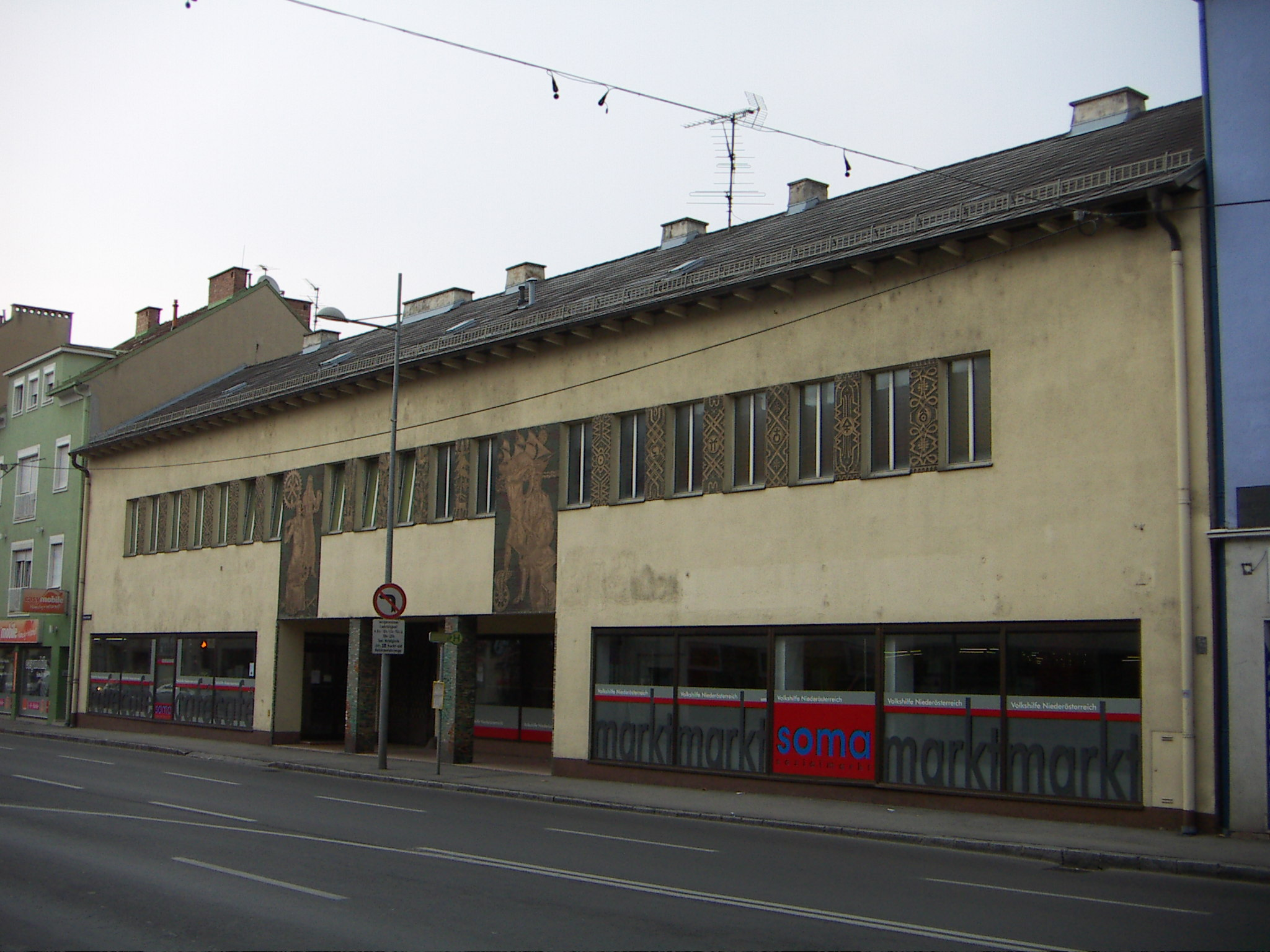
Sozialmarkt in Wiener Neustadt

Die Volkshilfe Niederösterreich ist als Teilorganisation der Volkshilfe Österreich ein gemeinnütziger Verein, der mit seiner Betriebsgesellschaft Service Mensch GmbH mit in etwa 1.600 angestellten Mitarbeitern zu einer der größten Non-Profit-Organisationen in Österreich zählt. Rund 2.000 ehrenamtliche Helfer und Funktionäre, über 7.000 Mitglieder sowie zahlreiche Firmenpartner unterstützen die Arbeit der Organisation.

## Aufgaben
Das Ziel des Vereins ist es, Menschen in zeitgemäßer Form zu helfen, zu unterstützen und zu begleiten, um deren Lebenssituationen zu verbessern, zu bewahren und zu stützen. Damit soll Menschen die Chance geboten werden, am sozialen Leben teilzunehmen und integrierter Bestandteil der Gesellschaft zu sein.

## Geschichte
Gegründet wurde die Volkshilfe NÖ am 1. August 1947, nachdem Vorläuferorganisationen (z. B. Societas) bereits jahrzehntelang sozial tätig waren. Notleidende Menschen, Kriegsopfer und Flüchtlinge, hungernde Mütter und Kinder wurden versorgt. Lebensmittel, Kleidung und Brennstoff wurden verteilt und Erholungsurlaube organisiert. In allen Bezirken wurden Bezirksvereine und zahlreiche Ortsgruppen aufgebaut. In der Folge wurden auch Wärmestuben, Seniorentreffs, Kinderbetreuungseinrichtungen u. a. m. errichtet.
Die ersten Bewährungsproben hatte die Organisation bei folgenden Großereignissen zu bewerkstelligen:
- 1954 Hochwasserkatastrophe an der Donau in Niederösterreich
- 1956 Ungarn-Flüchtlinge
- 1968 Flüchtlinge nach der Niederschlagung des Prager Frühlings

Wurde anfangs der Großteil der sozialen Arbeit nur von Ehrenamtlichen durchgeführt, erfolgte ab den 1970er-Jahren der Aufbau eines Unternehmens mit Hauptamtlichen, die die Menschen zu Hause betreuen. In den ersten Jahren waren die Zahlen noch bescheiden, anfangs 34, später 92 Sozialhelferinnen versorgten damals rund 300 Patienten.
Aufgrund des dynamischen Wachstums wurden die Voraussetzungen für ein flächendeckendes Netz der sozialmedizinischen Dienste geschaffen und 1979 vom Land Niederösterreich gesetzlich geregelt.
Ab Beginn der 1980er Jahre bot die Organisation weitere Dienstleistungen im Kinderbetreuungsbereich und führte arbeitsmarktpolitische Projekte durch. Durch die Einführung des Pflegegeldes in Österreich auf Bundesebene im Jahr 1993 wurde die Entwicklung der Volkshilfe als sozialmedizinische Unterstützung noch beschleunigt.
Im Jahr 2001 wurde in der Hauptversammlung,  bedingt durch die Ausweitung der Dienste und der Zahl der Angestellten, eine Umwandlung des gemeinnützigen Vereines in eine Gemeinnützige Gesellschaft mit beschränkter Haftung, mit dem Namen Service Mensch GmbH beschlossen.

## Angebote
Gesundheit & Pflege
Hauskrankenpflege
Heimhilfe
Angehörigenberatung
Seniorenangebote
Mobile Therapie
Notruftelefon 
Essen zu Hause
24-Stunden Personenbetreuung in Niederösterreich
Kids & Family
Kinderhäuser / Kinderbetreuung
Tagesmütter
Lernservice CLEVER FOREVER
Integrative Kinderferien
Sozialpädagogische Familienhilfe
Leuchtturm-Scheidungskinder
Eltern-Kind-Zentrum
Projekte in Kooperation mit dem AMS Niederösterreich
Die Volkshilfe Niederösterreich unterstützt Menschen bei der Suche nach einem Arbeitsplatz oder einer Lehrstelle. Job 4 You, Lehrlingscoaching, LOK IN, Sauberservice, Sozialmarkt SOMA.